# Compsenia thysanophora
Compsenia thysanophora är en fjärilsart som beskrevs av George Francis Hampson. Compsenia thysanophora ingår i släktet Compsenia och familjen nattflyn. Inga underarter finns listade i Catalogue of Life.